# 上江隼人
上江 隼人（かみえ はやと、1979年8月13日 - ）は、日本のオペラ歌手（バリトン）。日本声楽アカデミー会員。藤原歌劇団団員。

## 来歴
千葉県市川市出身。正則学園高等学校、東京芸術大学音楽学部声楽科を卒業。父親はバリトンオペラ歌手の上江法明（2015年に死去）。
2011年、ヴェルディフェスティバル（イタリア、パルマ王立歌劇場主催）の『イル・トロヴァトーレ』（ブッセート劇場）のルーナ伯爵を演じる。
ヴェルディ作曲『スティッフェリオ』では、パルマ王立歌劇場（2012年4月）や、シチリア（カターニア）のマッシモ・ベッリーニ劇場（2013年10月）で、同じ役（スタンカー）を演じる。
2014年5月には、マッシモ・ベッリーニ劇場で『カヴァレリア・ルスティカーナ』アルフィオ役、『道化師』にてトニオ役を演じた。同劇場の上海ツアーにも参加した。他にもイスラエルハイファ交響楽団などに呼ばれて演奏している。
2015年にはブッセートのヴェルディフェスエィバルにて『リゴレット』のタイトルロールに抜擢された。
日本では東京二期会のオペラに、『ナブッコ』（2012年）、『道化師』トニオ役（2012年）、『ドン・カルロ』ロドリーゴ役（2014年）、『リゴレット』リゴレット役（2015年）『トロヴァトーレ』ルーナ伯爵役（2016年）、『プッチーニの三部作』（『外套』ミケーレ役、『ジャンニ・スキッキ』スキッキ役およびタイトルロール、2018年）で出演した。『リゴレット』では、『音楽の友』誌や朝日新聞で「道化の絶唱」と評された。
2019年以降は藤原歌劇団の公演に出演している
五島記念文化賞オペラ新人賞を受賞している。
2020年度のバリトンリサイタルで令和二年文化庁芸術祭新人賞受賞。
2021年一月初めてのCDアルバム『ヴェルディアーノ』を発売。